# Jun Woong-tae
Jun Woong-tae (även benämnd Jeon Ung-Tae), född, 1 augusti 1995 i Seoul, är en sydkoreansk modern femkampare.

## Biografi
Jun Woong-tae tog brons vid OS 2020 i modern femkamp.